# Cikeas Udik
Cikeas Udik is een bestuurslaag in het regentschap Bogor van de provincie West-Java, Indonesië. Cikeas Udik telt 15.897 inwoners (volkstelling 2010).